# Лук'янов Григорій Степанович
Григо́рій Степа́нович Лук'я́нов  — прапорщик російської армії.
Брав участь у нараді вояків Київського гарнізону 29 березня 1918 року, член Українського військового клубу імені гетьмана Павла Полуботка, секретар Українського Військового Організаційного Комітету, молодший офіцер полку імені Богдана Хмельницького.